# Новоабзаково

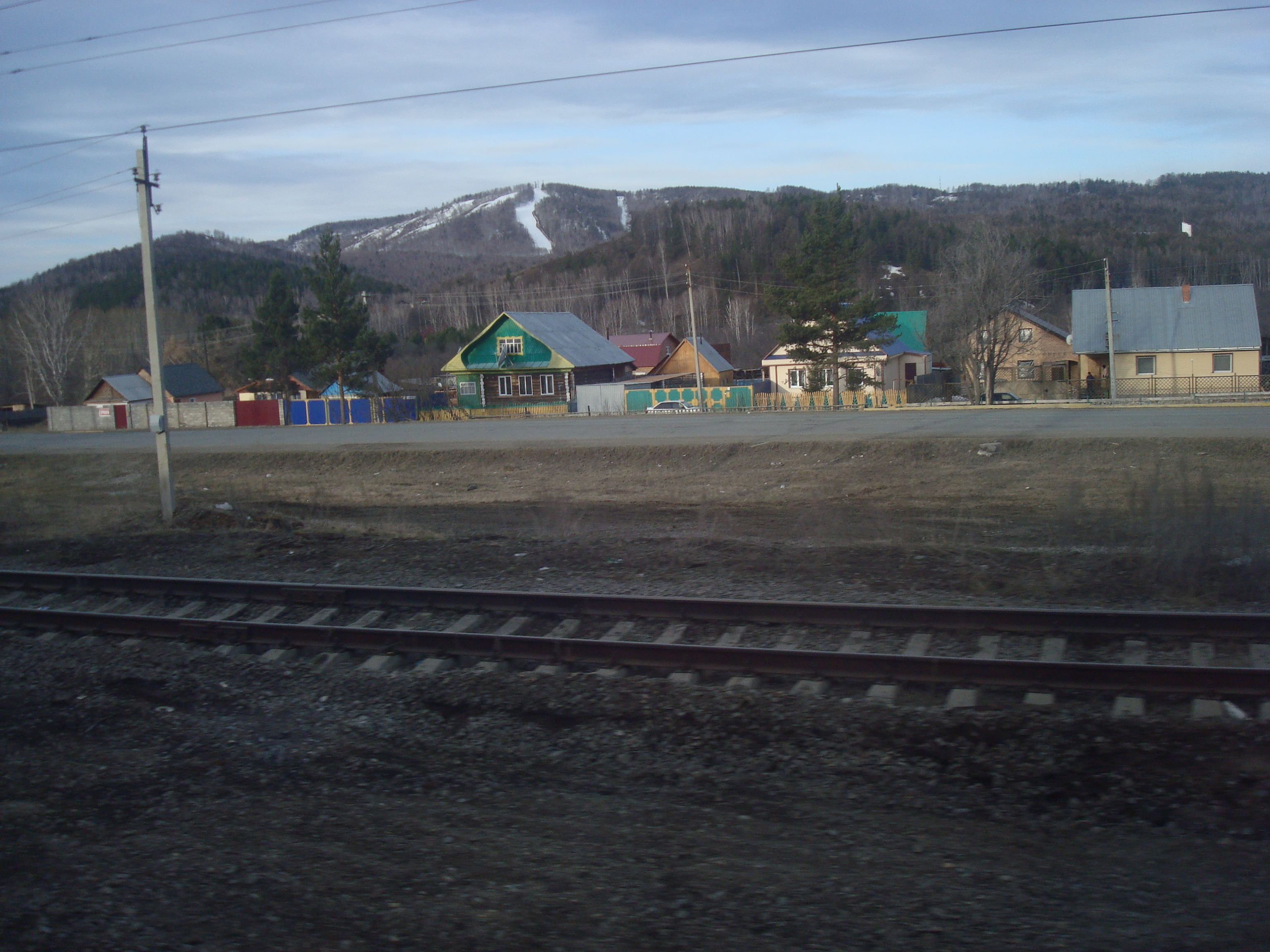

Новоабза́ково (рос. Новоабзаково, башк. Яңы Абҙаҡ) — село (колишнє селище) у складі Бєлорєцького району Башкортостану, Росія. Входить до складу Абзаковської сільської ради.
Населення — 295 осіб (2010; 309 в 2002).
Національний склад:
- башкири — 61%
- росіяни — 30%